# Coalinga
Coalinga ist eine Stadt im Fresno County im US-Bundesstaat Kalifornien.
In Coalinga leben etwa 16.850 Einwohner (Stand 2020) auf einer Fläche von 15,4 km². Die Stadt liegt bei den geografischen Koordinaten 36,14° Nord, 120,35° West.
In der Stadt, die 1906 gegründet wurde, befinden sich das Pleasant Valley State Prison und das Coalinga State Hospital, eine Nervenheilanstalt.
Am 2. Mai 1983 wurde Coalinga von einem Erdbeben der Stärke 6,5 erschüttert.

## Einwohnerentwicklung
|               | 1910     | 1920     | 1930     | 1940     | 1950     | 1960     | 1970     | 1980     | 1990     | 2000      | 2010      | 2020      |
| ------------- | -------- | -------- | -------- | -------- | -------- | -------- | -------- | -------- | -------- | --------- | --------- | --------- |
| Einwohnerzahl | ca. 4200 | ca. 2930 | ca. 2850 | ca. 5030 | ca. 5540 | ca. 5960 | ca. 6160 | ca. 6590 | ca. 8210 | ca. 16210 | ca. 18070 | ca. 16850 |

## Erdbeben
Das Erdbeben wurde durch eine 0,5 Meter hohe Anhebung der Anticline Ridge am 2. Mai 1983 um 23:42 UTC ausgelöst. Es wurde eine Stärke von 6,5 auf der Richterskala gemessen. 94 Menschen wurden durch das Erdbeben verletzt. Es entstand ein Sachschaden von rund 10 Millionen $. In Coalinga war der Schaden am größten. Das acht Häuserblocks große zentrale Gewerbezentrum wurde fast komplett zerstört.

## Söhne und Töchter der Stadt
- Jeffrey L. Bannister (1961–2018), Generalmajor der United States Army
- Hal Finney (1956–2014), Softwareentwickler
- Jo Stafford (1917–2008), Pop- und Jazz-Sängerin